# Абруд-Сат (Алба)
Абруд-Сат (рум. Abrud-Sat) насеље је у Румунији у округу Алба у општини Абруд. Oпштина се налази на надморској висини од 617 m.

## Становништво
Према подацима из 2002. године у насељу је живело 920 становника.

### Попис2002.
| Расподела становништва по националности 2002.‍ | Расподела становништва по националности 2002.‍ | Расподела становништва по националности 2002.‍ | Расподела становништва по националности 2002.‍ | Расподела становништва по националности 2002.‍ |
| --------------------------------------------- | --------------------------------------------- | --------------------------------------------- | --------------------------------------------- | --------------------------------------------- |
|                                               |                                               |                                               |                                               |                                               |
| Румуни                                        | Румуни                                        |                                               | 905                                           | 98,9%                                         |
| Роми                                          | Роми                                          |                                               | 10                                            | 1,1%                                          |